# كاسالبيلترام
كاسالبيلترام (بالإيطالية: Casalbeltram) هي بلدة إيطالية يقطنها 962 نسمة في مقاطعة نوفارا في بييمونتي.
يتم تضمين جزء من إقليم البلدية في الحديقة الطبيعية في لي ديل سيسيا.
تشتهر حقول الأرز في كاسالبيلترام بإنتاج الريزو فينير ، وهو أرز أسود غير عادي من أصول صينية . يشير فينير إلى كوكب الزهرة ، إلهة الحب ، وإلى الخصائص المثيرة للشهوة الجنسية المزعومة للأرز. ويرد هذا التنوع في أطلس الأغذية البطيئة.  
يحد كاسالبيلترام البلديات التالية: بياندرات و كاسالينو و كاسالفولون و سان نازارو سيسيا .

## الآثار والأماكن ذات الأهمية

### العمارة الدينية
- كنيسة أبرشية سانتا ماريا أسونتا. المبنى الحالي في شكل القرنين الثامن عشر والتاسع عشر، لكنه بالتأكيد قديم جدًا كما يتضح، من بين أمور أخرى، برج الجرس والجدران واللوحات الجدارية الرومانية الموجودة في السندرات الحالية (مشاهد حياة المسيح، القرن الخامس عشر) . يرتبط بالكنيسة سكورولو القديس سان نوفيلو الشفيع.
- كنيسة ومجمع سانت أبوليناري

### العمارة المدنية
- فيلا براكورينز سافويرو (القرن الثامن عشر)،مقر ماتيريما ، قلعة النحت.

### البنى العسكرية
- القلعة (غير صالحة للاستعمال منذ 2015)

### المتاحف
- المتحف الإثنوغرافي التاريخي للآلات الزراعية
- جيبسوتيكا - تماثيل الجص

### طبيعة
- محمية المستنقعات كاسالبيلترام الطبيعية

## المجتمع

### التطور الديموغرافي
السكان المسجلون

## البنى التحتية والنقل
بين عامي 1884 و 1933 ، تم تقديم المنطقة بواسطة محطة ترام فرشيلي-بيانداترات-فارا.

## الاحتفال
- في يونيو ، يقام مهرجان البيرة بالتعاون بين برولوكو وغونتر ستوبي ، التخصصات البافارية والترفيهية.
- لمناسبة عيد الراعي ، الذي يقام في الأحد الأخير من شهر أغسطس ، هناك 4 أيام على شرف القديس المكرس للاحتفال به.